# Ethan Vernon
Ethan Vernon (* 23. března 2000) je britský profesionální silniční a dráhový cyklista jezdící za UCI ProTeam Israel–Premier Tech.

## Hlavní výsledky

### Silniční cyklistika
2017
Isle of Man Junior Tour
5. místo celkově
vítěz 1. etapy
2019
Národní šampionát
3. místo časovka do 23 let
2021
Tour de l'Avenir
vítěz 4. etapy
Mistrovství světa
7. místo časovka do 23 let
10. místo Trofeo Alcúdia – Port d'Alcúdia
2022
Okolo Slovenska
vítěz prologu a 1. etapy
Volta a Catalunya
vítěz 5. etapy
5. místo Grote Prijs Jean-Pierre Monseré
2023
vítěz Trofeo Palma–Palma
Deutschland Tour
 vítěz bodovací soutěže
vítěz prologu
Tour du Rwanda
vítěz etap 1 a 2
Tour de Romandie
vítěz 1. etapy
2. místo Trofeo Ses Salines–Alcúdia
Národní šampionát
5. místo časovka
Čtyři dny v Dunkerku
6. místo celkově

### Dráhová cyklistika
2017
Národní juniorský šampionát
 vítěz individuální stíhačky
 vítěz bodovacího závodu
 vítěz časovky na 1 km
3. místo scratch
Národní šampionát
3. místo madison (s Williamem Tidballem)
2018
Národní juniorský šampionát
 vítěz individuální stíhačky
 vítěz madisonu (s Williamem Tidballem)
Mistrovství světa juniorů
 2. místo individuální stíhačka
Národní šampionát
2. místo madison (s Rhysem Brittonem)
3. místo týmová stíhačka
2019
Národní šampionát
2. místo týmová stíhačka
2020
Mistrovství Evropy
 2. místo časovka na 1 km
Národní šampionát
2. místo týmová stíhačka
3. místo scratch
2021
Mistrovství světa
 3. místo týmová stíhačka
2022
Mistrovství světa
 vítěz týmové stíhačky
 3. místo eliminační závod
Hry Commonwealthu
 2. místo týmová stíhačka
2023
Mistrovství světa
 vítěz eliminačního závodu
Mistrovství Evropy
 2. místo týmová stíhačka

### Výsledky na Grand Tours
| Grand Tour      | 2024 |
| --------------- | ---- |
| Giro d'Italia   | DNF  |
| Tour de France  | —    |
| Vuelta a España | —    |

| —   | Nezúčastnil se |
| DNF | Nedokončil     |